# Les Français parlent aux Français
Pour les articles homonymes, voir Ici la France.
Les Français parlent aux Français est une émission quotidienne radiophonique en français sur les ondes de la BBC (Radio Londres). Elle est diffusée dès le 14 juillet 1940, d'abord sous le titre Ici la France,, puis, du 6 septembre 1940,, au 31 août 1944, sous son titre le plus connu.
Entre la défaite française et la signature de l'armistice, le général de Gaulle réfugié à Londres lance l'appel du 18 Juin pour poursuivre la bataille. Dans la foulée, une émission quotidienne, indépendante de la France libre est diffusée à partir du 14 juillet, date de la fête nationale française appelée « Ici la France » puis à partir du 6 septembre 1940 « Les Français parlent aux Français ».
Cette émission a joué un très grand rôle pour faire connaître les nouvelles du front expurgées de la propagande nazie, transmettre des messages codés à la résistance intérieure française mais aussi soutenir le moral des Français.

## Indicatif musical
Les quatre premières notes de la Symphonie no 5 de Beethoven — trois notes brèves suivies d'une longue (po-po-po-pom) qui frappent, pour le compositeur, les quatre « coups du Destin » — servent d'indicatif musical de l'émission. Cet indicatif est stylisé afin de pouvoir être entendu comme la lettre V en morse •••— et interprété comme le signe de la Victoire (V for Victory).

## Participants
Ont participé à cette quotidienne :
- les journalistes Jean Marin et Pierre Bourdan ;
- le dessinateur Jean Oberlé, créateur du fameux slogan « Radio-Paris ment, Radio Paris ment, Radio Paris est allemand » ;
- Paul Gordeaux qui traduisait les journaux étrangers ;
- Pierre Lazareff qui préparait le débarquement allié ;
- Pierre Lefèvre speaker, animateur et régisseur;
- le réalisateur et acteur Jacques Brunius ;
- le poète et homme de théâtre « Jacques Duchesne » (Michel Saint-Denis).

Ils seront rejoints par : Franck Bauer, Maurice Van Moppès, Pierre Dac, Maurice Diamant-Berger et Maurice Schumann qui sera le porte-parole officiel de la France Libre.
Le général de Gaulle s'exprimait aussi dans l'émission, en moyenne une fois par semaine.

## Messages personnels
« Veuillez écouter tout d'abord quelques messages personnels. »

### Messages en noir
Dans un premier temps, les messages personnels diffusés par la BBC permirent aux soldats séparés de leur famille et de leurs proches d'échanger des nouvelles.
Jacques Brunius introduit ainsi l'émission du 26 décembre 1941 avant de lire les messages : « Ce courrier est le courrier « de ceux qui sont prisonniers en France ». Voilà sans doute le ton dominant de vos lettres et ce qui constitue la raison d'être de ce programme, c'est la plainte fière d'un peuple enchaîné, c'est la colère du prisonnier qui secoue les barreaux. »

### Messages codés
Tout le monde a déjà entendu ces fameux messages codés énumérés par Franck Bauer, souvent amusants, sortant de tout contexte. Mais derrière ces phrases, se cache une signification importante, telle que :
- transmettre un mot d'ordre, dans le cadre de la préparation d'opérations de Résistance,
- accuser réception d'envois en provenance du terrain ;
- communiquer une information secrète sur l'action ;
- remercier ou féliciter les agents pour leur action ;
- permettre aux agents sur le terrain d'apporter aux personnes avec qui ils sont en contact la preuve de leur authenticité et de leur sincérité.

Enfin il s'agissait aussi de noyer l'ennemi sous le flot des messages sans que les services de renseignements allemands puissent en évaluer la signification et donc l'importance réelle.
L'idée d'utiliser les messages personnels pour transmettre des messages codés est due à Georges Bégué, officier français du service secret action britannique SOE, premier agent de ce service parachuté en France en mai 1941.
Près de 2 000 agents du SOE ont été envoyés en mission sur le continent, souvent par voie aérienne mais aussi par la mer. Beaucoup furent démasqués et exécutés.
Si les Français, et les réseaux de résistance notamment, étaient à l'écoute des messages codés, c'était aussi le cas des nazis et du régime de Vichy. L'occupant mit en place un système de brouillage, mais il ne parvint jamais à couvrir l'indicatif sonore emprunté à la 5e symphonie de Beethoven. En morse, les quatre premières notes de cette mesure (trois brèves et une longue) représentent la lettre « V » pour victoire. Il n'arrivait que rarement à décrypter et à comprendre la nature des messages. Quand il y parvenait, l'opération commanditée dans ces messages avait déjà eu lieu ; il décida donc de lutter contre ces messages par un autre moyen.
Opération Overlord
Pour activer la résistance juste avant le débarquement en Normandie, plusieurs centaines de messages codés ont été diffusés par Radio Londres :
- le 1er juin, à titre de mise en alerte des réseaux ;
- le 5 juin, à 21 h 15, pour déclencher l'action la nuit même.

Comme exemple célèbre souvent cité, la première strophe du poème Chanson d'automne de Verlaine a été utilisée pour le plan rail du réseau VENTRILOQUIST de Philippe de Vomécourt en Sologne (celui-ci avait pour mission de saboter les voies ferrées allant vers la Normandie, afin de les rendre inutilisables pour l’envoi de renforts allemands), sous une forme légèrement altérée, :
- le 1er juin « Les sanglots longs des violons d’automne… » (Verlaine écrit : «… de l'automne »), invite les saboteurs ferroviaires à commencer les sabotages ;
- le 5 juin « Bercent mon cœur d'une langueur monotone. » (Verlaine écrit : « Blessent mon cœur… » – Radio Londres reprend ici la modification apportée au texte pour sa version chantée en 1939 par Charles Trenet), informe les résistants du réseau VENTRILOQUIST de passer à l'acte ;
- le même jour un autre message a été diffusé pour prévenir tous les réseaux de l'imminence du débarquement. « Les carottes sont cuites ». Autre code à partir du même légume : « Yvette aime les grosses carottes » , qui annonce le parachutage d'armes.

## Bulletins de Pierre Dac
Pierre Dac qui attaquait déjà Adolf Hitler et Joseph Goebbels dans son journal L'Os à moelle, commence à écouter les émissions françaises de la BBC à partir de 1937[Quand ?].
Quand il entend l'appel du 18 Juin, il décide de rejoindre le général de Gaulle à Londres.
Lorsque les Allemands arrivent à Paris, il s'enfuit à Toulouse en zone libre et écoute Les Français parlent aux Français tous les soirs. Son ami René Lefèvre lui suggère en décembre 1940 de rejoindre l'équipe de l'émission. En 1941, alors que la BBC examine sa candidature, il décide d'y aller sans attendre la réponse. Arrêté à Barcelone puis emprisonné, il n'arrive à destination qu'en 1943 et lit son premier texte le 30 octobre.
Sa première intervention est plébiscitée par les auditeurs français contents de l'entendre à nouveau. Il prépare alors de nouveaux textes en écoutant les radios sous contrôle allemand pour se moquer des mauvaises stratégies et des défaites de l'ennemi. Il écrit aussi des textes et des chansons pour motiver la France contre l'envahisseur, avec par exemple ce quatrain sur l'air de Savez-vous planter les choux :
```
Les agents sont des brav'gens

Quand ils aident, quand ils aident

Les agents sont des brav'gens

Quand ils aident les résistants
```

Le premier janvier 1944, alors que la victoire semble proche, il récite un texte optimiste qui se termine par : « Bonne année, mes chers copains, bonne victoire, et à bientôt ». Quelques semaines après, l'armée russe entre à Leningrad et Radio Paris essaie maladroitement de masquer la déroute des Allemands. Pierre Dac répond : « Mais voilà que maintenant l'encerclement des divisions de la Wehrmacht par l'Armée Rouge prend le nom de pression concentrique. Alors, ça ne va plus et ça suffit comme ça : qu'est-ce qui est loufoque ? Est-ce Radio Paris ou moi ? ».
Le 10 mai 1944, un drôle de dialogue commence à travers les ondes, Philippe Henriot prend la parole sur Radio Paris et traite Pierre Dac de Juif qui a fui la France sans s'intéresser à son sort. Ce dernier lui répond le lendemain point par point, expliquant que son frère est mort pour la France. Mais Henriot continue avec des insultes. Dac, toujours calme, glisse dans son texte « Du problème de la déportation, pas un mot. De la participation des autorités d'occupation dans l'organisation du marché noir, rien non plus ».
Le jour du débarquement de Normandie, le général de Gaulle vient à la BBC pour faire un discours. Il va saluer l'équipe de l'émission et rencontre Pierre Dac pour la première fois : les deux hommes se saluent chaleureusement. Le Général lui écrira une lettre le 1er septembre pour le remercier d'avoir « permis de remporter la Victoire ».
Le 14 août 1944, Pierre Dac quitte l'antenne estimant avoir rempli sa mission, ce que confirme Michel Saint-Denis (Jacques Duchesne), le directeur de la radio.